# Saint-Philippe (Réunion)

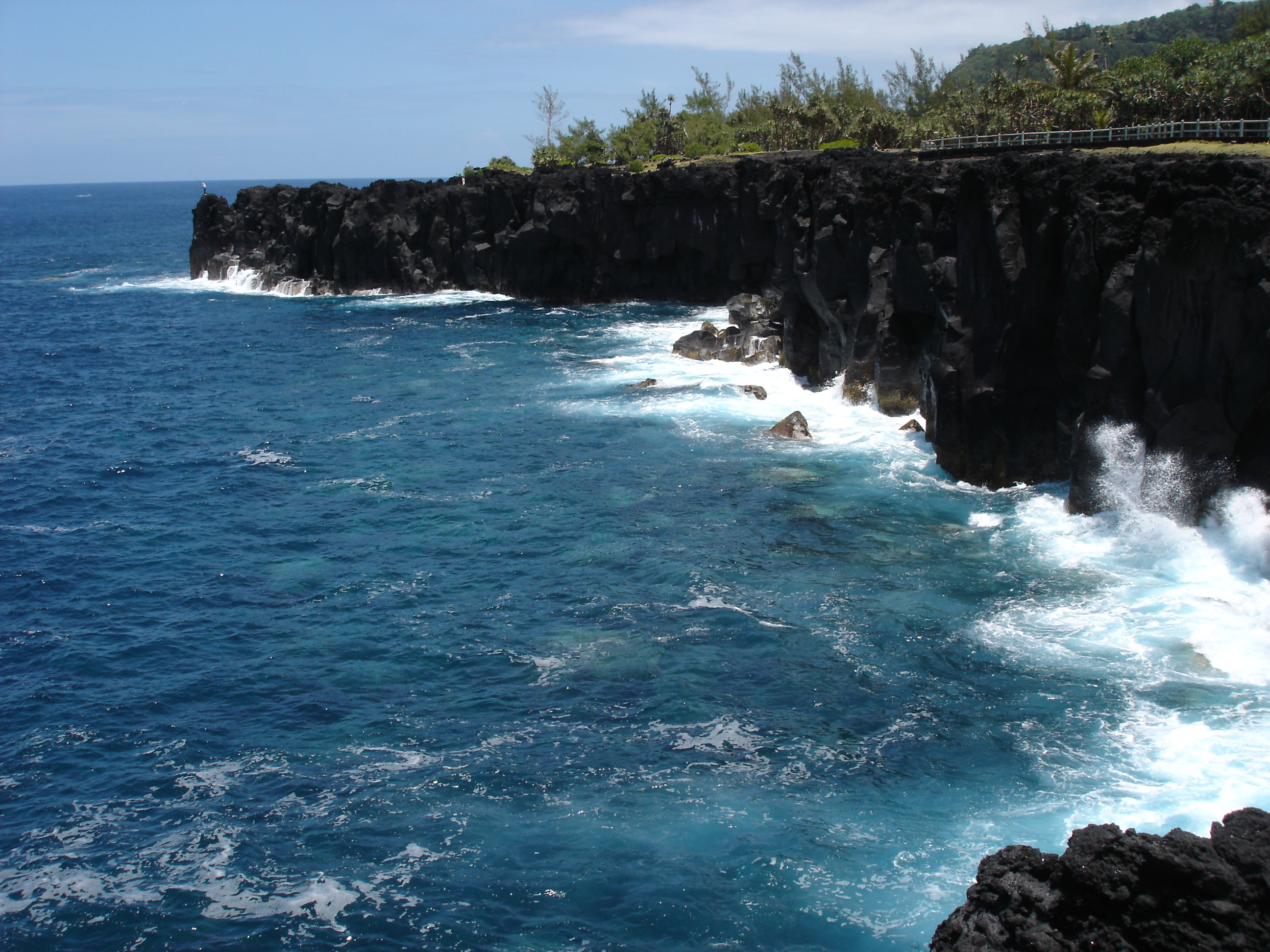
Le Cap Méchant.

Saint-Philippe ist eine französische Gemeinde am Südzipfel des Übersee-Départements La Réunion. Saint-Philippe gehört zum Arrondissement Saint-Pierre und hat 5093 Einwohner (Stand 1. Januar 2022). Sie bildete bis 2015 den Kanton Saint-Philippe, seither gehört sie zum Kanton Saint-Benoît-2.

## Geographie
Saint-Philippe liegt im äußersten Südosten der Insel und grenzt an die Gemeinden Saint-Joseph und Sainte-Rose. Der größte Teil der Gemeindebevölkerung lebt entlang der Küste, wobei neben dem Hauptort Saint-Philippe diverse weitere Siedlungen, darunter auch Mare Longue, bestehen. Zum Gemeindegebiet gehört auch der Wald von Mare Longue.

## Geschichte und Verwaltung
Die ersten Bewohner des heutigen Gemeindegebietes siedelten sich ab 1760 im Ortsteil Le Baril an. Diese stammten zumeist aus der benachbarten Gemeinde St. Benoit.
Der Bau einer ersten Kapelle wurde 1822 begonnen, Fertigstellung war im Jahre 1834.
Die Gemeinde wurde 1830 gegründet.
Am 1. Januar 1848, dem Zeitpunkt der Abschaffung der Sklaverei in Réunion, wurden auf dem Gemeindegebiet 1002 „Freie Bürger“ von einer Gesamtbevölkerung von 1930 Bürgern registriert.
Als einzige Gemeinde von Réunion gehört Saint-Philippe keinem der Gemeindeverbände der Insel an. Den Verband CIVIS verließ sie im Jahr 2002.

## Bildung
In Saint-Philippe gibt es ein Collège, jedoch kein Lycée.

## Wirtschaft und Tourismus
Für eine lange Zeit trug der Anbau von Gewürznelken, Muskat sowie der Fischfang eine entscheidende Rolle in der Gemeinde Saint-Philippe. In der Mitte des 19. Jahrhunderts wurden diese Kulturen durch Vanille und Zuckerrohr abgelöst. Zwei Zuckermühlen (Baril und de la Trinité) wurden in dieser Zeit auf dem Gemeindegebiet errichtet.
Neben Zuckerrohr spielt heute auch der Anbau von Palmherz-Palmen sowie von Gewürzvanille eine Rolle. Des Weiteren gibt es in der Gemeinde eine Mineralwasserabfüllung.
Im Vergleich zu anderen Gemeinden von Réunion hat der Tourismus in Saint-Philippe nur eine geringe Bedeutung. Entsprechend der landwirtschaftlichen Ausrichtung hat man einen „Gewürz- und Geruchspfad“ angelegt. Im urwaldähnlichen Forêt de Mare Longue kann man außerdem auf einem Lehrpfad einheimische Pflanzenarten und das besondere Ökosystem des subtropischen Feuchtwaldes kennenlernen.
An der Küste ist das Cap Méchant („bösartiges Kap“) ein beliebtes Ausflugsziel. Es zeichnet sich durch bizarre Formationen aus erkalteter Lava aus und war in früheren Zeiten ein gefürchteter Punkt für Seefahrer: Durch die unregelmäßige Küstenstruktur, die sich zudem wegen der Vulkanaktivitäten oft veränderte, war die Navigation hier schwierig und es ereigneten sich zahlreiche Schiffsunglücke.

## Sehenswürdigkeiten
- Die erkalteten Lava-Ströme der Vulkanausbrüche des Piton-de-la-Fournaise-Vulkans im Bereich des Grand Brûlé am Ortsteil Le Tremblet.
- Verschiedene Wanderwege führen zum aktiven Vulkan Piton de la Fournaise.

## Sport
- Sainte-Philippe ist Startpunkt des Ultramarathons La Diagonale des Fous (deutsch: die Überquerung der Verrückten).
- Fußballverein: A.S.S.P – Association Sportive de Sainte-Philippe.